# Embelia corymbifera
Embelia corymbifera är en viveväxtart som beskrevs av Carl Christian Mez. Embelia corymbifera ingår i släktet Embelia och familjen viveväxter. Inga underarter finns listade i Catalogue of Life.